# Monega Hill
Monega Hill är ett berg i Storbritannien.   Det ligger i kommunen Angus och riksdelen Skottland, i den norra delen av landet, 600 km norr om huvudstaden London. Toppen på Monega Hill är 908 meter över havet.
Terrängen runt Monega Hill är huvudsakligen kuperad.Runt Monega Hill är det glesbefolkat, med 12 invånare per kvadratkilometer. Närmaste större samhälle är Braemar, 16,2 km norr om Monega Hill. Trakten runt Monega Hill består i huvudsak av gräsmarker.